# اریک لادین
اریک لادین (انگلیسی: Eric Ladin؛ زادهٔ ۱۶ فوریهٔ ۱۹۷۸) یک هنرپیشه اهل ایالات متحده آمریکا است.

## گزیده فیلمشناسی
از فیلم‌ها یا برنامه‌های تلویزیونی که وی در آن نقش داشته‌است می‌توان به آثار زیر اشاره کرد.
- نفرین‌شده (۲۰۰۵)
- مرغابی (فیلم) (۲۰۰۵)
- آنابل (فیلم ۲۰۱۴) (۲۰۱۴)
- تک‌تیرانداز آمریکایی (۲۰۱۴)
- سی‌اس‌آی: میامی (۲۰۰۳)
- ان‌سی‌آی‌اس (۲۰۰۳)
- بخش فوریت‌های پزشکی (مجموعه تلویزیونی) (۲۰۰۵)
- یگان (مجموعه تلویزیونی) (۲۰۰۷)
- ورونیکا مارس (مجموعه تلویزیونی) (۲۰۰۷)
- نسل‌کشی (مینی‌سریال) (۲۰۰۸)
- استخوان‌ها (مجموعه تلویزیونی) (۲۰۰۸)
- مد من (۲۰۰۸–۰۹)
- منتالیست (۲۰۰۹)
- عشق بزرگ (۲۰۱۰)
- سی‌اس‌آی (۲۰۱۰)
- ذهن‌های مجرم (۲۰۱۰)
- سوتس (۲۰۱۱)
- کسل (مجموعه تلویزیونی) (۲۰۱۱)
- کشتار (مجموعه تلویزیونی) (۲۰۱۱–۱۲)
- موجه (مجموعه تلویزیونی) (۲۰۱۲)
- دکستر (۲۰۱۳)
- ان‌سی‌آی‌اس: لس آنجلس (۲۰۱۳)
- آناتومی گری (مجموعه تلویزیونی) (۲۰۱۳)
- امپراتوری بوردواک (۲۰۱۳)
- گردآوری انتقامجویان (مجموعه تلویزیونی) (۲۰۱۶)
- یگان ۶ (۲۰۱۸)